# Sulfure de titane
Un sulfure de titane est un composé chimique du soufre et du titane. On en connaît plusieurs, dont :
- le sulfure de titane(II) ou monosulfure de titane, TiS. Il est présent dans la nature sous la forme d'un minéral appelé wassonite ;
- le sulfure de titane(III), sesquisulfure de titane ou trisulfure de dititane, Ti2S3 ;
- le disulfure de titane, ou sulfure de titane(IV), TiS2 ;
- le trisulfure de titane, TiS3.